# 빌라두포르투

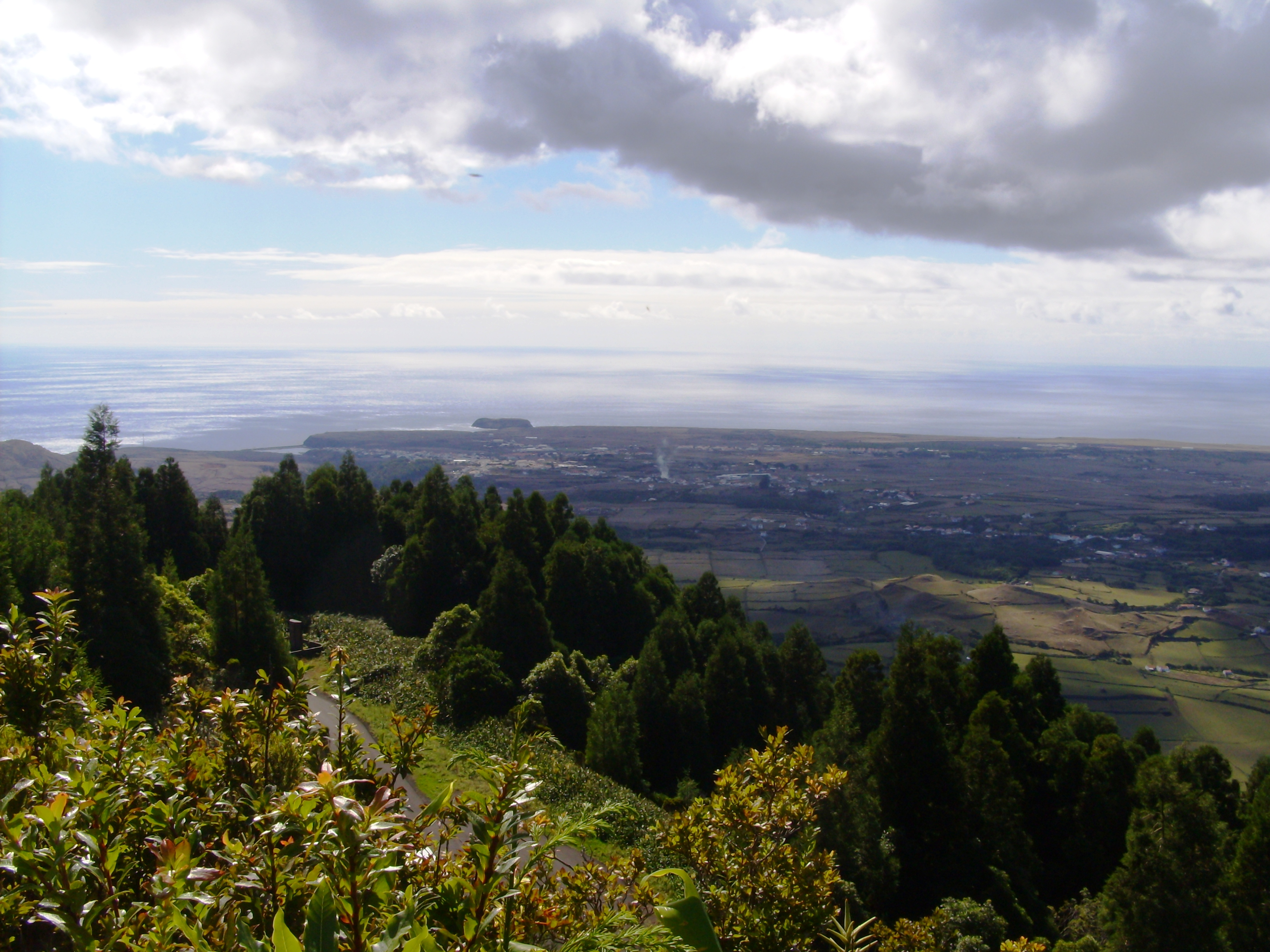

빌라두포르투(포르투갈어: Vila do Porto)는 포르투갈 아소르스 제도의 섬 중 하나인 산타마리아섬의 주요 도시이다. 면적은 96.89km2, 인구는 2011년 기준으로 5,552명이다.